# Schuettea scalaripinnis
Schuettea scalaripinnis är en fiskart som beskrevs av Steindachner, 1866. Schuettea scalaripinnis ingår i släktet Schuettea och familjen Monodactylidae. Inga underarter finns listade i Catalogue of Life.